# Квалификације за Светско првенство у фудбалу 2010 — ОФК
Квалификације у Фудбалској конфедерација Океаније (ОФК) обухватају 10 репрезентација. Треба напоменути да се Фудбалска репрезентација Аустралије такмичи у Азијској фудбалској конфедерацији (АФК). У специфичност ових квалификација је та што победник није сигуран да ће се пласирати на Светско првенство у фудбалу 2010. јер мора одиграти утакмицу са петопласираном екипом из квалификација Азије. Ако ту утакмицу изгуби онда Океанија неће имати свог представника на Светском првенству.
У првом кругу ће се такмичити 9 најлошијих екипа овог подручја (према скали ФИФА) и Тувалу (није члан ФИФА). 
Први круг су Јужнопацифичке игре 2007., чије три првопласиране екипе у такмичењу у фудбалу, заједно са Новим Зеландом пласирају се у други круг.
У друго кругу (Океанијски куп нација у фудбалу) четири екипе играју по лига систему и победник се квалификује за међуконфедерацијско доигравање са представнико АФК-а за пласман на Светско првенство. 
Океанијске квалификације су завршене 19. децембра 2008, а победник је екипа Новог Зеланда, која ће играти у међуконфедерацијском доигравању за пласман на првенство.

## Први круг
Жребање је одржано 12. јуна 2007. у Окланду, на Новом Зеланду. Требало се такмичити 10 репрезентација. После отказивања репрезентације Папуе Нове Гвинеје, међу учеснике је увршћена је Фудбалска репрезентација Тувалуа иако она није члан ФИФА.
Такмичење је било турниског типа и играло се од 25. августа до 7. септембра у Апији главном граду Самое.

### Групна фаза
По две првопласиране екипе у групама пласирају се у полуфинале.
| Група A | Група Б                                                                                      |
| --- | -------------------------------------------------------------------------------------------- |
| - Фиџи - 153 (листа ФИФА) - Tahiti - 173 - Нова Каледонија - 175 - Кукова Острва - 198 - Тувалу - нема пласман * | - Соломонова Острва - 161 - Вануату - 168 - Самоа - 189 - Тонга - 190 - Америчка Самоа - 199 |

Напомене:
- Пласман на ранг листи ФИФА узет је са листе за фебруар 2007.
- Тувалу нема пласман на листи јер није члан ФИФА.

### Група А
| Група А         | Кукова Острва | Фиџи | Француска | Француска Полинезија | Тувалу |
| --------------- | ------------- | ---- | --------- | -------------------- | ------ |
| Кукова Острва   | ХХХ           | 0:4  | 0:3       | 0:1                  | 4:1    |
| Фиџи            |               | ХХХ  | 1:1       | 4:0                  | 16:0   |
| Нова Каледонија |               |      | ХХХ       | 1:0                  | 1:0    |
| Тахити          |               |      |           | ХХХ                  | 1:1    |
| Тувалу          |               |      |           |                      | XXX    |

| Табела групе 1  | И | Д | Н | И | ДГ | ПГ | ГР  | Бодови |
| --------------- | - | - | - | - | -- | -- | --- | ------ |
| Фиџи            | 4 | 3 | 1 | 0 | 25 | 1  | +24 | 10     |
| Нова Каледонија | 4 | 3 | 1 | 0 | 6  | 1  | -5  | 10     |
| Тахити          | 4 | 1 | 1 | 2 | 2  | 6  | -4  | 4      |
| Кукова Острва   | 4 | 1 | 0 | 3 | 4  | 9  | -4  | 3      |
| Тувалу          | 4 | 0 | 0 | 0 | 2  | 22 | -20 | 0      |

### Група Б
| Група Б           | Америчка Самоа | Самоа | Соломонова Острва | Тонга | Вануату |
| ----------------- | -------------- | ----- | ----------------- | ----- | ------- |
| Америчка Самоа    | ХХХ            | 1:7   | 1:12              | 0:4   | 0:15    |
| Самоа             |                | ХХХ   | 0:3               | 2:1   | 0:4     |
| Соломонова Острва |                |       | ХХХ               | 4:0   | 2:0     |
| Тонга             |                |       |                   | ХХХ   | 1:4     |
| Вануату           |                |       |                   |       | XXX     |

| Табела групе 1    | И | Д | Н | И | ДГ | ПГ | ГР  | Бодови |
| ----------------- | - | - | - | - | -- | -- | --- | ------ |
| Соломонова Острва | 4 | 4 | 0 | 0 | 21 | 1  | +23 | 12     |
| Вануату           | 4 | 3 | 0 | 1 | 23 | 3  | +18 | 9      |
| Самоа             | 4 | 2 | 0 | 2 | 9  | 8  | -1  | 6      |
| Тонга             | 4 | 1 | 0 | 3 | 6  | 10 | -4  | 3      |
| Америчка Самоа    | 4 | 0 | 0 | 0 | 1  | 38 | -37 | 0      |

### Полуфинале
У полуфиналу су се пласирале по две првопласиране екипе из обе групе, које су играле унакрсно А1:Б2 и А2:Б1, које су одигране 5. септембра 2007.. Поражени су играли за треће место, победници у финалу за фудбалског првака на Јужнопацифичким играма 2007. Три првопласине екипе пласирале су се и у другу фазу Квалификација за Светско првенство у Јужној Африци 2010. 
| Репрезентација    | укупан рез. | Репрезентација  |
| ----------------- | ----------- | --------------- |
| Соломонова Острва | 2:3         | Нова Каледонија |
| Фиџи              | 3:0         | Вануату         |

### Утакмица за треће место
| Репрезентација    | укупан рез. | Репрезентација |
| ----------------- | ----------- | -------------- |
| Соломонова Острва | 0:2         | Вануату        |

### Финале
| Репрезентација  | укупан рез. | Репрезентација |
| --------------- | ----------- | -------------- |
| Нова Каледонија | 1:0         | Фиџи           |

## Друга фаза
Друга фаза такмичења Квалификација за одлазак на Светско првенство одигрла се у оквиру Океанијског купа нација 2008. У овом купу учествовали су Нови Зеланд и три прволасиране екипе фудбалског турнира на Јужнопацифичким играма 2007 Нова Каледонија, Фиџи и Вануату. Такмичење у Океанијском купу нација 2008. одржало се по двостуком бод систему. и трајало је од 17. октобар 2007. до 19. новембра 2008..
| Група           | Фиџи | Француска | Нови Зеланд | Вануату |
| --------------- | ---- | --------- | ----------- | ------- |
| Фиџи            | ХХХ  | 3:3       | 0:2         | 2:0     |
| Нова Каледонија | 4:0  | ХХХ       | 1:3         | 3:0     |
| Нови Зеланд     | 0:2  | 3:0       | ХХХ         | 4:1     |
| Вануату         | 2:1  | 1:1       | 1:2         | ХХХ     |

| Табела групе 1  | И | Д | Н | И | ДГ | ПГ | ГР | Бодови |
| --------------- | - | - | - | - | -- | -- | -- | ------ |
| Нови Зеланд     | 6 | 5 | 0 | 1 | 14 | 5  | +9 | 18     |
| Нова Каледонија | 6 | 2 | 2 | 2 | 3  | 8  | -5 | 8      |
| Фиџи            | 6 | 2 | 1 | 3 | 8  | 11 | -3 | 7      |
| Вануату         | 6 | 1 | 1 | 4 | 5  | 13 | -8 | 4      |

## Доигравање против екипе АФК-а
Првопласирана екипа из друге фазе играче меч са петопласираном екипом АФК-а, за пласман на Светско првенство 2010. Утакмице су одигране 10. октобра и 14. новембра 2009.
| Репрезентација | укупан рез. | Репрезентација | 1. утак. | 2. утак. |
| -------------- | ----------- | -------------- | -------- | -------- |
| Бахреин        | 0:1         | Нови Зеланд    | 0:0      | 0:1      |